# Whitehall (Wisconsin)
Whitehall is een plaats (city) in de Amerikaanse staat Wisconsin, en valt bestuurlijk gezien onder Trempealeau County.

## Demografie
Bij de volkstelling in 2000 werd het aantal inwoners vastgesteld op 1651. In 2006 is het aantal inwoners door het United States Census Bureau geschat op 1625, een daling van 26 (-1,6%).

## Geografie
Volgens het United States Census Bureau beslaat de plaats een oppervlakte van 4,3 km², geheel bestaande uit land. Whitehall ligt op ongeveer 249 m boven zeeniveau.

## Plaatsen in de nabije omgeving
De onderstaande figuur toont nabijgelegen plaatsen in een straal van 20 km rond Whitehall.